# カテゴリー5ケーブル
カテゴリー5ケーブル（ANSI/TIA/EIA-568-A、英: Category 5 cable、Cat 5）は、主にイーサネットによるコンピュータネットワークでの構内配線に使われる、高速信号転送のためのツイストペアケーブルの規格で、EIA/TIAではUTPのみである。現在ではカテゴリー5ケーブルを拡張した、カテゴリー5eケーブルが主流である。
カテゴリー5/5eケーブル は、1Gbpsのギガビット・イーサネット（1000BASE-T）に広く利用される。またカテゴリー5eケーブルは、2.5Gbps（2.5GBASE-T）まで利用可能である。他にも電話、トークンリング、ATMなどの通信にも使われることがある（短距離であれば、最高 155Mbps の転送が可能）。
カテゴリー5の上位規格としてカテゴリー5e（本記事）、カテゴリー6/カテゴリー6A、カテゴリー7がある。

## 解説

### カテゴリー5
慣用的にCat 5またはCat.5と表記される。カテゴリー5ケーブルの本来の規格は、ANSI/TIA/EIA-568-A に定義されており、TSB-95 に詳細が規定されている。これらの文書には伝送帯域幅（周波数） 100 MHz までの性能特性と試験の要求仕様が記載されている。
カテゴリー5ケーブルでは、4組の撚線対が一本のケーブル被覆内に収められている。各撚線対は平衡接続になっており、外部や他の撚線対からの干渉（漏話）があっても高S/N比を維持できる。主に 100BASE-TX イーサネットなどの 100Mbps のネットワークで使われるが、IEEE 802.3ab では 1000BASE-T をカテゴリー5ケーブル上で使う規格を定義している。カテゴリー5ケーブルは通常、1インチ当たり3回撚ってあり、各線に使われる銅線は米国ワイヤゲージ規格（AWG）の24のサイズのものである。

### カテゴリー5e（エンハンスド[注釈 1]カテゴリー5）
慣用的にCat 5eまたはCat.5eと表記される。カテゴリー5eケーブルは、カテゴリー5の TIA/EIA-568-A を置き換える形で2001年にTIA/EIA-568-B 標準として定義された。カテゴリー5eケーブルの性能特性と試験方法は TIA/EIA-568-B.2-2001 に定義されている。
カテゴリー5eの伝送帯域幅も100MHzであるが、カテゴリー5の上位規格として遠端漏話（far end crosstalk）についての規定が追加されている。カテゴリー5eケーブルは、本来カテゴリー5ケーブルを使うよう設計された1Gbpsのイーサネット規格である 1000BASE-T（信号帯域幅 62.5MHz）のほか、2.5Gbpsの2.5GBASE-T（信号帯域幅 100MHz）にも対応する。
性能に関する厳密な規定があるため、カテゴリー5eケーブルはイーサネットとしては長距離に使うことはできず、最長でも100mとされている（90m は固定ケーブルで、両端5mずつをパッチケーブルとした場合。コネクタによる接続が2箇所含まれる想定）。

### コネクタその他
線として単線を使うものと撚り線（撚線対という意味ではなく、個々の導線の中が極細の銅線を撚って形成されているもの）を使うものがあり、撚り線の方が柔軟性があるが、単線の方が安価である。このため、壁や床下に固定的に配線を埋め込む場合は単線のものを使い、そこから各機器に接続する場合は撚り線のものを使うのが一般的である。ケーブルの種別、コネクタの種別、トポロジーなどは TIA/EIA-568-A に定義されている。8P8Cモジュラコネクタ（ほとんど常に間違ってRJ45と呼ばれる）がカテゴリー5ケーブルの接続に使われることが多い。
ケーブルのコネクタでの結線は T568A または T568B の2種類の方式がある（右図）。ストレートケーブルの場合、これらはどちらでも違いはない（両端のピン番号が正しく対応しているため）。ただし、ケーブル同士を継ぎ足す形で接続する場合、両者が混在するとインピーダンスが異なるために信号が減衰する可能性がある。PC同士などを直接つなぐ場合、一方が T568A で一方が T568B のハーフクロスケーブル（100BASE-TX以下に対応）を使うが、最近のハードウェアはストレートケーブルであっても接続可能な場合がある。詳細はイーサネット・クロスオーバー・ケーブルおよびツイストペアケーブル#ストレートとクロスも参照。

### STPケーブル
カテゴリー5/5eケーブル は、基本的にシールドされていないUTPケーブルが殆どで、EIA/TIA規格上もUTPのみである。しかしメーカー独自規格で一部のエンハンスドカテゴリー5には、工場など強いノイズ発生源がある場合の対策に使われるためにSTPケーブルも市販されている。一般でのSTPケーブルの使用は機器側対策も含め注意が必要である。

### カテゴリー5相当
100BASE-TXの展開期に市販されていた、持ち歩きに向いたスリムタイプのケーブルには「カテゴリー5相当」と書かれたものが存在していた。正式なカテゴリー5製品では4対全てが結線されているのに対して、ケーブルが細い製品では2対しか結線されていないものや、線自体が2対しかないものがある。100BASE-TXまでは4対のうちの2対しか使用していないため、このようなケーブルでもほとんどの場合、使用に差し支えないようであるが、1000BASE-Tは8芯4対すべてを必要とするためこのようなケーブルでは1Gbpsでリンクできず、オートネゴシエーションによって100Mbpsとなるため注意が必要である。